# Liste der Verwaltungsbezirke und Statutarstädte von Niederösterreich
| Waldviertel | Weinviertel      |
| Mostviertel | Industrieviertel |

Die Lage Niederösterreichs innerhalb Österreichs

Die Viertel Niederösterreichs:

Die Liste der Verwaltungsbezirke und Statutarstädte von Niederösterreich gibt einen Überblick über die 20 Verwaltungsbezirke und 4 Statutarstädte des größten österreichischen Bundeslandes.

## Die Bezirke in der Verwaltungsgliederung Niederösterreichs
Die auf die Fläche bezogen kleinsten Bezirke sind die Statutarstädte Krems an der Donau, Wiener Neustadt, St. Pölten und Waidhofen an der Ybbs, in dieser Reihenfolge. Der kleinste Bezirk außer diesen ist der Bezirk Mödling, der flächengrößte Bezirk ist der Bezirk Zwettl.
Wenn man die Einwohnerzahlen betrachtet, ist Waidhofen an der Ybbs der mit Abstand kleinste Bezirk, Baden nimmt das oberste Ende der Statistik ein. Der am dichtesten besiedelte Bezirk ist Wiener Neustadt, der am wenigsten dicht besiedelte ist Lilienfeld.
Im September 2015 wurde bekannt, dass der Bezirk Wien-Umgebung aufgelöst werden soll. Die 21 Gemeinden wurden mit 1. Jänner 2017 Teil der umliegenden Bezirke.

### Bezirke und Viertel Niederösterreichs
Niederösterreich wird landschaftlich in vier Viertel eingeteilt:
- Weinviertel (Viertel unter dem Manhartsberg)
- Waldviertel (Viertel ober dem Manhartsberg)
- Mostviertel (Viertel ober dem Wienerwald)
- Industrieviertel (Viertel unter dem Wienerwald)

Diese Viertel weisen unterschiedliche geografische Strukturen auf. Während im Mostviertel die Ausläufer der Kalkalpen mit Berghöhen um die 2000 m ü. A. das Landschaftsbild prägen, wird das Waldviertel hauptsächlich durch das Granitplateau der Böhmischen Masse gestaltet. Im Nordosten liegt das hügelige Weinviertel, das in das flache Marchfeld im Osten des Landes abfällt, durch die Donau vom Wiener Becken im Süden getrennt, das wiederum durch die in Nord-Süd-Richtung verlaufende Thermenlinie vom Wienerwald getrennt wird. Diese Viertel bilden daher auch unterschiedliche Siedlungsstrukturen aus.
Da die Einteilung in die Viertel schon vor dem 17. Jahrhundert erfolgte und heute keinerlei politische Bedeutung mehr hat orientieren sie sich nicht an den Bezirksgrenzen. Im volkstümlichen Verständnis werden die Verwaltungsbezirke als eine Art Untereinheit der Viertel wahrgenommen, wiewohl einzelne Bezirke eindeutig in mehreren Vierteln liegen, zum Beispiel der Bezirk Melk. Selbst die Viertelgrenzen sind in gewissen Bereichen nicht eindeutig wie entlang der Donau in der Wachau.

## Städte, Gemeinden und Bemerkungen

### Legende
- Name: Name des Bezirks, eine Karte der Lage des Bezirks in Niederösterreich. Darunter finden sich das (oder die) Kfz-Kennzeichen des Bezirks.
- Gemeinden: Die Gemeinden im Bezirk, aufgeteilt in Städte, Marktgemeinden und Gemeinden. In Klammer steht jeweils die Anzahl der Gemeinden dieses Typs inklusive der Bezirkshauptstadt.
- Bemerkung: Zusätzliche Informationen zum Bezirk wie etwa angrenzende Bezirke (in den Nachbarländern mit Bezirken vergleichbare Verwaltungseinheiten)

Hinweis: Durch klicken auf die Pfeile ist ein Navigieren zwischen der Gemeindeübersicht und den Daten zum Bezirk in beide Richtungen möglich.

### Liste
| Bezirksname, Lage und Kfz    | Bezirkshauptstadt, Städte, Marktgemeinden und Gemeinden | Bemerkung |
| ---------------------------- | --- | --- |
| ⇓ Amstetten AM               | Bezirkshauptstadt Amstetten Städte (3) Haag • St. Valentin Marktgemeinden (18) Allhartsberg • Ardagger • Aschbach-Markt • Euratsfeld • Ferschnitz • Kematen an der Ybbs • Neuhofen an der Ybbs • Neustadtl an der Donau • Oed-Oehling • Seitenstetten • Sonntagberg • St. Georgen am Ybbsfelde • St. Peter in der Au • Strengberg • Wallsee-Sindelburg • Wolfsbach • Ybbsitz • Zeillern Gemeinden (13) Behamberg • Biberbach • Ennsdorf • Ernsthofen • Ertl • Haidershofen • Hollenstein an der Ybbs • Opponitz • St. Georgen am Reith • St. Pantaleon-Erla • Viehdorf • Weistrach • Winklarn | Der Bezirk Amstetten ist der westlichste Bezirk in Niederösterreich und liegt im Mostviertel. Das Gebiet des Bezirks wird durch die Statutarstadt Waidhofen an der Ybbs in zwei Teile getrennt. Er grenzt an Oberösterreich: im Norden an den Bezirk Perg und im Westen an Linz-Land und Bezirk Steyr-Land sowie an die Stadt Steyr. Im Süden grenzt er an den steirischen Bezirk Liezen, im Osten liegen die Bezirke Melk und Scheibbs. |
| ⇓ Baden BN                   | Bezirkshauptstadt Baden bei Wien Städte (5) Bad Vöslau • Berndorf • Ebreichsdorf • Traiskirchen Marktgemeinden (18) Alland • Altenmarkt an der Triesting • Enzesfeld-Lindabrunn • Günselsdorf • Hernstein • Hirtenberg • Kottingbrunn • Leobersdorf • Oberwaltersdorf • Pfaffstätten • Pottendorf • Pottenstein • Reisenberg • Seibersdorf • Sooß • Teesdorf • Trumau • Weissenbach an der Triesting Gemeinden (7) Blumau-Neurißhof • Furth an der Triesting • Heiligenkreuz • Klausen-Leopoldsdorf • Mitterndorf an der Fischa • Schönau an der Triesting • Tattendorf | Der Bezirk Baden liegt im Industrieviertel. Im Osten grenzt er an den Bezirk Bruck an der Leitha und an den burgenländischen Bezirk Eisenstadt-Umgebung, im Süden an den Bezirk Wiener Neustadt. Der Bezirk wird im Westen durch die Bezirke Lilienfeld und St. Pölten begrenzt, im Norden durch den Bezirk Mödling. |
| ⇓ Bruck an der Leitha BL, SW | Bezirkshauptstadt Bruck an der Leitha Städte (5) Fischamend • Hainburg an der Donau • Mannersdorf am Leithagebirge • Schwechat Marktgemeinden (14) Au am Leithaberge • Bad Deutsch-Altenburg • Enzersdorf an der Fischa • Götzendorf an der Leitha • Gramatneusiedl • Himberg • Hof am Leithaberge • Leopoldsdorf • Petronell-Carnuntum • Prellenkirchen • Rohrau • Schwadorf • Sommerein • Trautmannsdorf an der Leitha Gemeinden (14) Berg • Ebergassing • Göttlesbrunn-Arbesthal • Haslau-Maria Ellend • Höflein • Hundsheim • Klein-Neusiedl • Lanzendorf • Maria-Lanzendorf • Moosbrunn • Rauchenwarth • Scharndorf • Wolfsthal • Zwölfaxing | Der östlichste niederösterreichische Bezirk Bruck an der Leitha liegt im Industrieviertel. Er grenzt im Nordosten an die Slowakei mit den okresy Bratislava IV und Bratislava V, im Norden an den Bezirk Gänserndorf und im Nordwesten an Wien. Im Süden und Osten grenzt das Burgenland mit den Bezirken Neusiedl am See und Eisenstadt-Umgebung an. Im Westen grenzen die Bezirke Baden und Mödling an.                                |
| ⇓ Gänserndorf GF             | Bezirkshauptstadt Gänserndorf Städte (5) Deutsch-Wagram • Groß-Enzersdorf • Marchegg • Zistersdorf Marktgemeinden (26) Angern an der March • Auersthal • Bad Pirawarth • Drösing • Dürnkrut • Ebenthal • Eckartsau • Engelhartstetten • Groß-Schweinbarth • Hohenau an der March • Hohenruppersdorf • Jedenspeigen • Lassee • Leopoldsdorf im Marchfelde • Matzen-Raggendorf • Neusiedl an der Zaya • Obersiebenbrunn • Orth an der Donau • Palterndorf-Dobermannsdorf • Prottes • Ringelsdorf-Niederabsdorf • Schönkirchen-Reyersdorf • Spannberg • Strasshof an der Nordbahn • Sulz im Weinviertel • Weikendorf Gemeinden (13) Aderklaa • Andlersdorf • Glinzendorf • Großhofen • Haringsee • Hauskirchen • Mannsdorf an der Donau • Markgrafneusiedl • Parbasdorf • Raasdorf • Untersiebenbrunn • Velm-Götzendorf • Weiden an der March       | Der Bezirk Gänserndorf ist der viertgrößte Bezirk des Landes und liegt im Weinviertel. Er grenzt im Osten an die Slowakei mit den okresy Bratislava IV, Malacky und Senica sowie im Bereich von Hohenau an der March an den tschechischen Okres Břeclav. Im Süden wird der Bezirk durch die Donau vom Bezirk Bruck an der Leitha getrennt. Im Westen grenzen die Bezirke Mistelbach und Korneuburg sowie die Stadt Wien an.              |
| ⇓ Gmünd GD                   | Bezirkshauptstadt Gmünd Städte (5) Heidenreichstein • Litschau • Schrems • Weitra Marktgemeinden (11) Amaliendorf-Aalfang • Bad Großpertholz • Brand-Nagelberg • Eggern • Eisgarn • Großdietmanns • Großschönau • Hirschbach • Hoheneich • Kirchberg am Walde • St. Martin Gemeinden (5) Haugschlag • Moorbad Harbach • Reingers • Unserfrau-Altweitra • Waldenstein | Der nördlichste niederösterreichische Bezirk liegt im Waldviertel. Die längste Grenze teilt der Bezirk im Westen und Norden mit den tschechischen okresy Český Krumlov, České Budějovice und Jindřichův Hradec. Im Osten grenzt der Bezirk Waidhofen an der Thaya an, im Süden der Bezirk Zwettl und der oberösterreichische Bezirk Freistadt.                                                                                           |
| ⇓ Hollabrunn HL              | Bezirkshauptstadt Hollabrunn Städte (6) Hardegg • Maissau • Pulkau • Retz • Schrattenthal Marktgemeinden (15) Göllersdorf • Grabern • Guntersdorf • Hadres • Haugsdorf • Hohenwarth-Mühlbach am Manhartsberg • Mailberg • Nappersdorf-Kammersdorf • Pernersdorf • Ravelsbach • Seefeld-Kadolz • Sitzendorf an der Schmida • Wullersdorf • Zellerndorf • Ziersdorf Gemeinden (3) Alberndorf im Pulkautal • Heldenberg • Retzbach | Der Bezirk Hollabrunn befindet sich zum größten Teil im Weinviertel, ein kleiner Teil liegt im Waldviertel. Er grenzt im Norden an den tschechischen Okres Znojmo, im Osten an die Bezirke Mistelbach und Korneuburg, im Süden an den Bezirk Tulln und im Westen an die Bezirke Krems und Horn. |
| ⇓ Horn HO                    | Bezirkshauptstadt Horn Städte (4) Drosendorf-Zissersdorf • Eggenburg • Geras Marktgemeinden (10) Burgschleinitz-Kühnring • Gars am Kamp • Irnfritz-Messern • Japons • Langau • Pernegg • Röschitz • Sigmundsherberg • Straning-Grafenberg • Weitersfeld Gemeinden (6) Altenburg • Brunn an der Wild • Meiseldorf • Rosenburg-Mold • Röhrenbach • St. Bernhard-Frauenhofen | Der Bezirk mit der drittniedrigsten Bevölkerungsdichte liegt zum größten Teil im Waldviertel, ein kleiner Teil liegt im Weinviertel. Er grenzt im Norden an den tschechischen Okres Znojmo, im Osten an den Bezirk Hollabrunn, im Süden an den Bezirk Krems und im Westen an die Bezirke Waidhofen an der Thaya und Zwettl. |
| ⇓ Korneuburg KO              | Bezirkshauptstadt Korneuburg Städte (3) Gerasdorf bei Wien • Stockerau Marktgemeinden (14) Bisamberg • Enzersfeld • Ernstbrunn • Großmugl • Großrußbach • Hagenbrunn • Harmannsdorf • Hausleiten • Langenzersdorf • Leobendorf • Niederhollabrunn • Sierndorf • Spillern • Stetteldorf am Wagram Gemeinden (3) Leitzersdorf • Rußbach • Stetten | Der Bezirk liegt im Weinviertel und grenzt im Süden an Wien, im Westen an den Bezirk Tulln, im Norden an die Bezirke Hollabrunn und Mistelbach und im Südosten an den Bezirk Gänserndorf. |
| ⇓ Krems an der Donau KS      | Statutarstadt | Die Statutarstadt liegt in der Wachau sowohl im Waldviertel als auch im Mostviertel und ist der flächenmäßig kleinste Bezirk des Landes. Sie wird nahezu komplett vom Bezirk Krems umschlossen, nur im Südosten grenzt sie an den Bezirk St. Pölten. |
| ⇓ Krems KR                   | Verwaltungssitz Krems an der Donau Städte (4) Dürnstein • Gföhl • Langenlois • Mautern an der Donau Marktgemeinden (20) Aggsbach • Albrechtsberg an der Großen Krems • Furth bei Göttweig • Grafenegg • Hadersdorf-Kammern • Krumau am Kamp • Lengenfeld • Lichtenau im Waldviertel • Maria Laach am Jauerling • Mühldorf • Paudorf • Rastenfeld • Rossatz-Arnsdorf • Schönberg am Kamp • Senftenberg • Spitz • St. Leonhard am Hornerwald • Straß im Straßertale • Stratzing • Weißenkirchen in der Wachau Gemeinden (6) Bergern im Dunkelsteinerwald • Droß • Gedersdorf • Jaidhof • Rohrendorf bei Krems • Weinzierl am Walde | Der Bezirk ist der einzige der in drei Vierteln liegt. Geografisch liegt der größte Anteil im Waldviertel, die Gebiete südlich der Donau im Mostviertel. Ein kleiner Teil des Bezirks liegt im Weinviertel. Der Bezirk umschließt die Statutarstadt Krems und grenzt im Norden an die Bezirke Zwettl und Horn, im Osten an die Bezirke Hollabrunn und Tulln sowie im Süden an die Bezirke Melk und St. Pölten.                           |
| ⇓ Lilienfeld LF              | Bezirkshauptstadt Lilienfeld Städte (2) Hainfeld Marktgemeinden (6) Hohenberg • Kaumberg • St. Aegyd am Neuwalde • St. Veit an der Gölsen • Traisen • Türnitz Gemeinden (6) Annaberg • Eschenau • Kleinzell • Mitterbach am Erlaufsee • Ramsau • Rohrbach an der Gölsen | Der Bezirk ist der mit der geringsten Einwohnerdichte und liegt zu großen Teilen im Mostviertel, ein kleiner Teil ragt ins Industrieviertel. Er grenzt im Süden an den steirischen Bruck-Mürzzuschlag, im Osten an die Bezirke Neunkirchen, Wiener Neustadt und Baden. Die Bezirke St. Pölten und Scheibbs grenzen im Westen an. |
| ⇓ Melk ME                    | Bezirkshauptstadt Melk Städte (4) Mank • Pöchlarn • Ybbs an der Donau Marktgemeinden (27) Artstetten-Pöbring • Bischofstetten • Blindenmarkt • Dunkelsteinerwald • Emmersdorf an der Donau • Erlauf • Golling an der Erlauf • Hürm • Kilb • Klein-Pöchlarn • Krummnußbaum • Leiben • Loosdorf • Marbach an der Donau • Maria Taferl • Neumarkt an der Ybbs • Nöchling • Persenbeug-Gottsdorf • Petzenkirchen • Pöggstall • Raxendorf • Ruprechtshofen • Schönbühel-Aggsbach • St. Leonhard am Forst • Sankt Martin-Karlsbach • Weiten • Yspertal Gemeinden (9) Bergland • Dorfstetten • Hofamt Priel • Kirnberg an der Mank • Münichreith-Laimbach • Schollach • Sankt Oswald • Texingtal • Zelking-Matzleinsdorf | Der Bezirk wird durch die Donau getrennt und umfasst Gebiete im Mostviertel und im Waldviertel. Er grenzt im Westen an den oberösterreichischen Bezirk Perg und an den Bezirk Amstetten, im Süden an den Bezirk Scheibbs, im Osten an den Bezirk St. Pölten und im Norden an die Bezirke Krems und Zwettl. |
| ⇓ Mistelbach MI              | Bezirkshauptstadt Mistelbach an der Zaya Städte (4) Laa an der Thaya • Poysdorf • Wolkersdorf im Weinviertel Marktgemeinden (20) Asparn an der Zaya • Bernhardsthal • Bockfließ • Falkenstein • Gaweinstal • Großebersdorf • Großengersdorf • Großharras • Großkrut • Hausbrunn • Herrnbaumgarten • Kreuzstetten • Ladendorf • Neudorf im Weinviertel • Pillichsdorf • Rabensburg • Staatz • Stronsdorf • Ulrichskirchen-Schleinbach • Wilfersdorf (Niederösterreich) Gemeinden (12) Altlichtenwarth • Drasenhofen • Fallbach • Gaubitsch • Gnadendorf • Hochleithen • Kreuttal • Niederleis • Ottenthal • Schrattenberg • Unterstinkenbrunn • Wildendürnbach | Der zweitgrößte Bezirk des Landes liegt im Weinviertel und grenzt im Norden an die tschechischen okresy Znojmo und Břeclav, im Westen an die Bezirke Hollabrunn und Korneuburg und im Osten an den Bezirk Gänserndorf. |
| ⇓ Mödling MD                 | Bezirkshauptstadt Mödling Städte (1) Marktgemeinden (12) Biedermannsdorf • Breitenfurt bei Wien • Brunn am Gebirge • Gumpoldskirchen • Guntramsdorf • Hinterbrühl • Kaltenleutgeben • Laxenburg • Maria Enzersdorf • Perchtoldsdorf • Vösendorf • Wiener Neudorf Gemeinden (7) Achau • Gaaden • Gießhübl • Hennersdorf • Laab im Walde • Münchendorf • Wienerwald | Der Bezirk im Industrieviertel war zwischen 1938 und 1954 als 24. Bezirk in Wien eingegliedert. Heute grenzt er im Norden an Wien, im Osten an den Bezirk Bruck an der Leitha, im Westen an den Bezirk St. Pölten und im Süden an den Bezirk Baden. |
| ⇓ Neunkirchen NK             | Bezirkshauptstadt Neunkirchen Städte (3) Gloggnitz • Ternitz Marktgemeinden (17) Aspang-Markt • Edlitz • Grafenbach-St. Valentin • Grimmenstein • Grünbach am Schneeberg • Kirchberg am Wechsel • Mönichkirchen • Payerbach • Pitten • Puchberg am Schneeberg • Reichenau an der Rax • Scheiblingkirchen-Thernberg • Schottwien • Schwarzau im Gebirge • Warth • Wartmannstetten • Wimpassing im Schwarzatale Gemeinden (24) Altendorf • Aspangberg-St. Peter • Breitenau • Breitenstein • Buchbach • Bürg-Vöstenhof • Enzenreith • Feistritz am Wechsel • Höflein an der Hohen Wand • Natschbach-Loipersbach • Otterthal • Prigglitz • Raach am Hochgebirge • Schrattenbach • Schwarzau am Steinfeld • Seebenstein • Semmering • St. Corona am Wechsel • St. Egyden am Steinfeld • Thomasberg • Trattenbach • Willendorf • Würflach • Zöbern    | Der Bezirk Neunkirchen liegt im Industrieviertel. Im Süden grenzt er an die steirischen Bezirke Bruck-Mürzzuschlag, Weiz und Hartberg-Fürstenfeld, im Westen an den Bezirk Lilienfeld, im Norden und Osten an den Bezirk Wiener Neustadt, dazwischen liegt die Statutarstadt Wiener Neustadt. |
| ⇓ St. Pölten P               | Statutarstadt mit 11 Stadtteilen Harland • Ochsenburg • Pottenbrunn • Radlberg • Ratzersdorf • Spratzern • St. Georgen am Steinfelde • St. Pölten • Stattersdorf • Viehofen • Wagram | Die Landeshauptstadt St. Pölten wird komplett vom Bezirk St. Pölten umschlossen. |
| ⇓ St. Pölten PL              | Verwaltungssitz St. Pölten Städte (6) Herzogenburg • Neulengbach • Pressbaum • Purkersdorf • Traismauer • Wilhelmsburg Marktgemeinden (25) Altlengbach • Asperhofen • Böheimkirchen • Eichgraben • Frankenfels • Gablitz • Hafnerbach • Hofstetten-Grünau • Kapelln • Karlstetten • Kirchberg an der Pielach • Kirchstetten • Maria Anzbach • Markersdorf-Haindorf • Mauerbach • Michelbach • Neidling • Nußdorf ob der Traisen • Ober-Grafendorf • Obritzberg-Rust • Prinzersdorf • Pyhra • Rabenstein an der Pielach • Tullnerbach • Wölbling Gemeinden (14) Brand-Laaben • Gerersdorf • Haunoldstein • Inzersdorf-Getzersdorf • Kasten bei Böheimkirchen • Loich • Neustift-Innermanzing • Schwarzenbach an der Pielach • Statzendorf • St. Margarethen an der Sierning • Stössing • Weinburg • Weißenkirchen an der Perschling • Wolfsgraben | Der Bezirk umschließt die Statutarstadt St. Pölten komplett und grenzt im Osten an Wien. Er grenzt außerdem an acht Bezirke, diese sind im Uhrzeigersinn: Krems, Tulln, Mödling, Baden, Lilienfeld, Scheibbs, Melk und Krems. Der Bezirk liegt, bis auf ein kleines, über die Donau ins Waldviertel ragende Stück, und dem östlichen im Industrieviertel liegenden Teil im Mostviertel.                                                  |
| ⇓ Scheibbs SB                | Bezirkshauptstadt Scheibbs Städte (2) Wieselburg Marktgemeinden (9) Gaming • Göstling an der Ybbs • Gresten • Lunz am See • Oberndorf an der Melk • Purgstall an der Erlauf • Randegg • Steinakirchen am Forst • Wang Gemeinden (7) Gresten-Land • Puchenstuben • Reinsberg • St. Anton an der Jeßnitz • St. Georgen an der Leys • Wieselburg-Land • Wolfpassing | Der nach Einwohnerdichte viertkleinste Bezirk liegt im Mostviertel. Er grenzt im Süden an die steirischen Bezirke Liezen und Bruck-Mürzzuschlag, im Westen an den Bezirk Amstetten und an die Statutarstadt Waidhofen an der Ybbs, im Norden an den Bezirk Melk und im Osten an die Bezirke St. Pölten und Lilienfeld. |
| ⇓ Tulln TU, KG               | Bezirkshauptstadt Tulln an der Donau Städte (2) Klosterneuburg Marktgemeinden (16) Absdorf • Atzenbrugg • Fels am Wagram • Grafenwörth • Großweikersdorf • Judenau-Baumgarten • Kirchberg am Wagram • Königsbrunn am Wagram • Königstetten • Langenrohr • Michelhausen • Sieghartskirchen • St. Andrä-Wördern • Tulbing • Würmla • Zwentendorf an der Donau Gemeinden (4) Großriedenthal • Muckendorf-Wipfing • Sitzenberg-Reidling • Zeiselmauer-Wolfpassing | Der Bezirk wird durch die Donau geteilt und umfasst Gebiete im Mostviertel und im Weinviertel, ein sehr kleiner Teil wird auch dem Waldviertel zugerechnet. Er grenzt im Westen an die Bezirke Krems und St. Pölten und im Norden an die Bezirke Korneuburg und Hollabrunn. Im Südosten grenzt der Bezirk an Wien. |
| ⇓ Waidhofen an der Thaya WT  | Bezirkshauptstadt Waidhofen an der Thaya Städte (3) Groß-Siegharts • Raabs an der Thaya Marktgemeinden (10) Dietmanns • Dobersberg • Gastern • Karlstein an der Thaya • Kautzen • Ludweis-Aigen • Thaya • Vitis • Waldkirchen an der Thaya • Windigsteig Gemeinden (2) Pfaffenschlag bei Waidhofen an der Thaya • Waidhofen an der Thaya-Land | Der nach Einwohnerdichte fünftkleinste Bezirk liegt im Waldviertel. Im Norden grenzt er an die tschechischen okresy Jindřichův Hradec und Znojmo, im Westen an den Bezirk Gmünd, im Süden an den Bezirk Zwettl und im Osten an den Bezirk Horn. |
| ⇓ Waidhofen an der Ybbs WY   | Statutarstadt | Die Statutarstadt im Mostviertel ist der einwohnerärmste Bezirk im Land. Im Norden und Süden grenzt der Bezirk Amstetten an, im Westen der oberösterreichische Bezirk Steyr-Land und im Osten der Bezirk Scheibbs. |
| ⇓ Wiener Neustadt WN         | Statutarstadt | Die Statutarstadt ist der nach der Fläche zweitkleinste Bezirk und liegt im Industrieviertel. Sie grenzt im Osten an den burgenländischen Bezirk Mattersburg, im Westen an den Bezirk Neunkirchen und wird im Norden und Süden vom Bezirk Wiener Neustadt begrenzt. |
| ⇓ Wiener Neustadt WB         | Verwaltungssitz Wiener Neustadt Städte (2) Ebenfurth • Kirchschlag in der Buckligen Welt Marktgemeinden (19) Bad Erlach • Bad Fischau-Brunn • Bromberg • Felixdorf • Gutenstein • Hochneukirchen-Gschaidt • Krumbach • Lanzenkirchen • Lichtenwörth • Markt Piesting • Pernitz • Schwarzenbach • Sollenau • Theresienfeld • Waldegg • Wiesmath • Winzendorf-Muthmannsdorf • Wöllersdorf-Steinabrückl • Zillingdorf Gemeinden (14) Bad Schönau • Eggendorf • Hochwolkersdorf • Hohe Wand • Hollenthon • Katzelsdorf • Lichtenegg • Matzendorf-Hölles • Miesenbach • Muggendorf • Rohr im Gebirge • Waidmannsfeld • Walpersbach • Weikersdorf am Steinfelde | Der Bezirk im Industrieviertel ist der südlichste des Landes und wird von der Statutarstadt Wiener Neustadt in zwei Teile geteilt. Außer an diese grenzt er im Norden an den Bezirk Baden, im Westen an die Bezirke Neunkirchen und Lilienfeld sowie im Osten an die burgenländischen Bezirke Eisenstadt-Umgebung, Mattersburg, Oberpullendorf und Oberwart. Im Süden grenzt er an die Steiermark mit dem Bezirk Hartberg-Fürstenfeld.   |
| ⇓ Zwettl ZT                  | Bezirkshauptstadt Zwettl Städte (3) Allentsteig • Groß Gerungs Marktgemeinden (20) Altmelon • Arbesbach • Bad Traunstein • Echsenbach • Göpfritz an der Wild • Grafenschlag • Großgöttfritz • Gutenbrunn • Kirchschlag • Kottes-Purk • Langschlag • Martinsberg • Ottenschlag • Pölla • Rappottenstein • Sallingberg • Schönbach • Schwarzenau • Schweiggers • Waldhausen Gemeinden (1) Bärnkopf | Der Bezirk ist der nach Fläche größte und zugleich nach Einwohnerdichte zweitkleinste Bezirk. Er liegt im Waldviertel. Er grenzt im Westen an Oberösterreich mit den Bezirken Perg und Freistadt, im Norden an die Bezirke Gmünd und Waidhofen an der Thaya, im Osten an die Bezirke Horn und Krems sowie im Süden an den Bezirk Melk.                                                                                                   |

## Daten

### Legende
B = Bezirk, S = Statutarstadt, ⇑ = Link zur oberen Tabelle
Einwohner- und Flächenzahlen
- Einwohner: Nennt die Anzahl der Einwohner des Bezirks bzw. der Statutarstadt (Stand 1. Jänner 2024)[2]
- Fläche in km²: Nennt die Fläche des Bezirks bzw. der Statutarstadt in Quadratkilometern (Stand 31. Dezember 2019[3]).
- Dichte: Nennt die Bevölkerungsdichte des Bezirks (Einwohner pro Quadratkilometer).
- Geboren: Nennt die jüngsten vorhandenen Geburtszahlen (Stand: 2015 laut Gebietsstand 2016).[4]
- Gestorben: Nennt die jüngsten vorhandenen Todeszahlen (Stand: 2015 laut Gebietsstand 2016).[4]

### Liste
| Name                       | Einwohner | Fläche in km² | Dichte (Ew/km²) | Geboren | Gestorben |
| -------------------------- | --------- | ------------- | --------------- | ------- | --------- |
| B ⇑ Amstetten              | 118.235   | 1.187,73      | 100             | 1.178   | 1.011     |
| B ⇑ Baden                  | 150.203   | 753,64        | 199             | 1.302   | 1.387     |
| B ⇑ Bruck an der Leitha    | 109.213   | 703,11        | 155             | 397     | 470       |
| B ⇑ Gänserndorf            | 108.939   | 1.271,40      | 86              | 849     | 1.018     |
| B ⇑ Gmünd                  | 35.733    | 786,39        | 45              | 274     | 521       |
| B ⇑ Hollabrunn             | 52.026    | 1.010,88      | 51              | 429     | 524       |
| B ⇑ Horn                   | 30.972    | 784,00        | 40              | 253     | 420       |
| B ⇑ Korneuburg             | 93.439    | 661,84        | 141             | 623     | 696       |
| S ⇑ Krems an der Donau     | 25.363    | 51,66         | 491             | 209     | 278       |
| B ⇑ Krems                  | 56.625    | 923,92        | 61              | 483     | 523       |
| B ⇑ Lilienfeld             | 25.284    | 931,65        | 27              | 241     | 288       |
| B ⇑ Melk                   | 79.420    | 1.013,56      | 78              | 736     | 802       |
| B ⇑ Mistelbach             | 77.149    | 1.291,72      | 60              | 583     | 856       |
| B ⇑ Mödling                | 121.264   | 276,99        | 438             | 927     | 1.203     |
| B ⇑ Neunkirchen            | 87.377    | 1.146,92      | 76              | 758     | 1.021     |
| S ⇑ St. Pölten             | 58.856    | 108,44        | 543             | 481     | 604       |
| B ⇑ St. Pölten             | 134.375   | 1.286,88      | 104             | 923     | 1.006     |
| B ⇑ Scheibbs               | 41.999    | 1.023,46      | 41              | 420     | 376       |
| B ⇑ Tulln                  | 109.507   | 734,42        | 149             | 658     | 749       |
| B ⇑ Waidhofen an der Thaya | 25.490    | 669,03        | 38              | 225     | 348       |
| S ⇑ Waidhofen an der Ybbs  | 11.124    | 131,56        | 85              | 112     | 119       |
| S ⇑ Wiener Neustadt        | 48.517    | 60,94         | 796             | 474     | 451       |
| B ⇑ Wiener Neustadt        | 80.958    | 969,84        | 83              | 691     | 780       |
| B ⇑ Zwettl                 | 41.655    | 1.399,90      | 30              | 353     | 484       |
| Niederösterreich           | 1.723.723 | 19.179,56     | 90              | 14.599  | 17.258    |

## Nachweise
- Verordnung über die Verwaltungsbezirke in Niederösterreich, Stammverordnung 0150/1–0 LGBl. 47/79, 1979-03-23, i.d.g.F. (pdf, ris.bka)
- Gesetz über die Einrichtung der politischen Verwaltungsbezirke im Erzherzogtum Österreich unter der Enns, RGBl. Nr. 101/1868 (Verordnung der Monarchiezeit nach dem Österreichisch-Ungarischen Ausgleich von 1868)

1. ↑  NÖN: Bezirk Wien Umgebung wird aufgelöst. Artikel vom 10. September 2015, abgerufen am 10. September 2015.
2. ↑  Statistik Austria – Bevölkerung zu Jahresbeginn nach administrativen Gebietseinheiten (Bundesländer, NUTS-Regionen, Bezirke, Gemeinden) 2002 bis 2024 (Gebietsstand 1.1.2024) (ODS)
3. ↑  Regionalinformation, bev.gv.at (1.094 kB); abgerufen am 10. Jänner 2020
4. 1 2  Statistisches über Bezirke und Gemeinden auf noel.gv.at (Memento vom 12. Juni 2008 im Internet Archive)